# Ferdinand Brokoff
Ferdinand Maxmilian Brokoff (în cehă: Ferdinand Maxmilián Brokoff, 12 septembrie 1688 - 8 martie 1731) a fost un sculptor și cioplitor din epoca barocă.

## Biografie
S-a născut în Cherveny Hrádek, lângă Chomutov, Boemia, ca al doilea fiu al Elisabetei și al lui Jan Brokoff. În scurtă vreme, talentul său l-a depășit pe cel al fratelui său mai mare, Michael Brokoff, precum și pe cel al tatălui său.  Opera artistică a lui Ferdinand Brokoff este de multe ori considerată egală ca importanță cu opera lui Matthias Braun. La început el l-a ajutat în special pe tatăl său, dar din 1708 a lucrat în mod independent și doi ani mai târziu, pe când avea vârsta de 22 de ani, a dobândit celebritate ca sculptor al mai multor statui de pe Podul Carol din Praga (statuile Sf. Adalbert, statuia Sf. Gaetano, grupul statuar al lui Francis Borgia, statuile Sfinților Ignațiu și Francisc Xaverius, statuile Sfinților Ioan din Matha, Felix de Valois și Ivo inclusiv celebra statuie a lui Turk etc.).
În jurul anului 1714 Ferdinand Brokoff a început să colaboreze cu arhitectul austriac Johann Bernhard Fischer von Erlach și s-a mutat la Viena (în timp ce își îndeplinea încă comenzile primite de la Praga), unde a lucrat la biserica Sf. Carol Borromeu. El a fost, de asemenea, activ în Silezia (Wrocław), dar a trebuit să se întoarcă la Praga, în curând, din cauza tuberculozei care se extindea. Cu toate acestea, el a continuat să sculpteze în Praga și a realizat unele opere semnificative în 1720, ca de exemplu grupul statuar monumental și stâlpul din piața Hradčany (Hradčanské náměstí, 1726). Cam prin aceeași perioadă (1722) i s-a comandat realizarea a 13 piese ale Calvarului pentru a fi amplasate în nișele scării Castelului Nou, un proiect care nu a fost niciodată realizat.
Spre sfârșitul vieții sale, boala l-a împiedicat treptat, să mai lucreze singur, așa că a creat doar proiectele și modelele, care au fost realizate de mai tinerii săi colaboratori. El a murit la Praga.

## Sculpturi

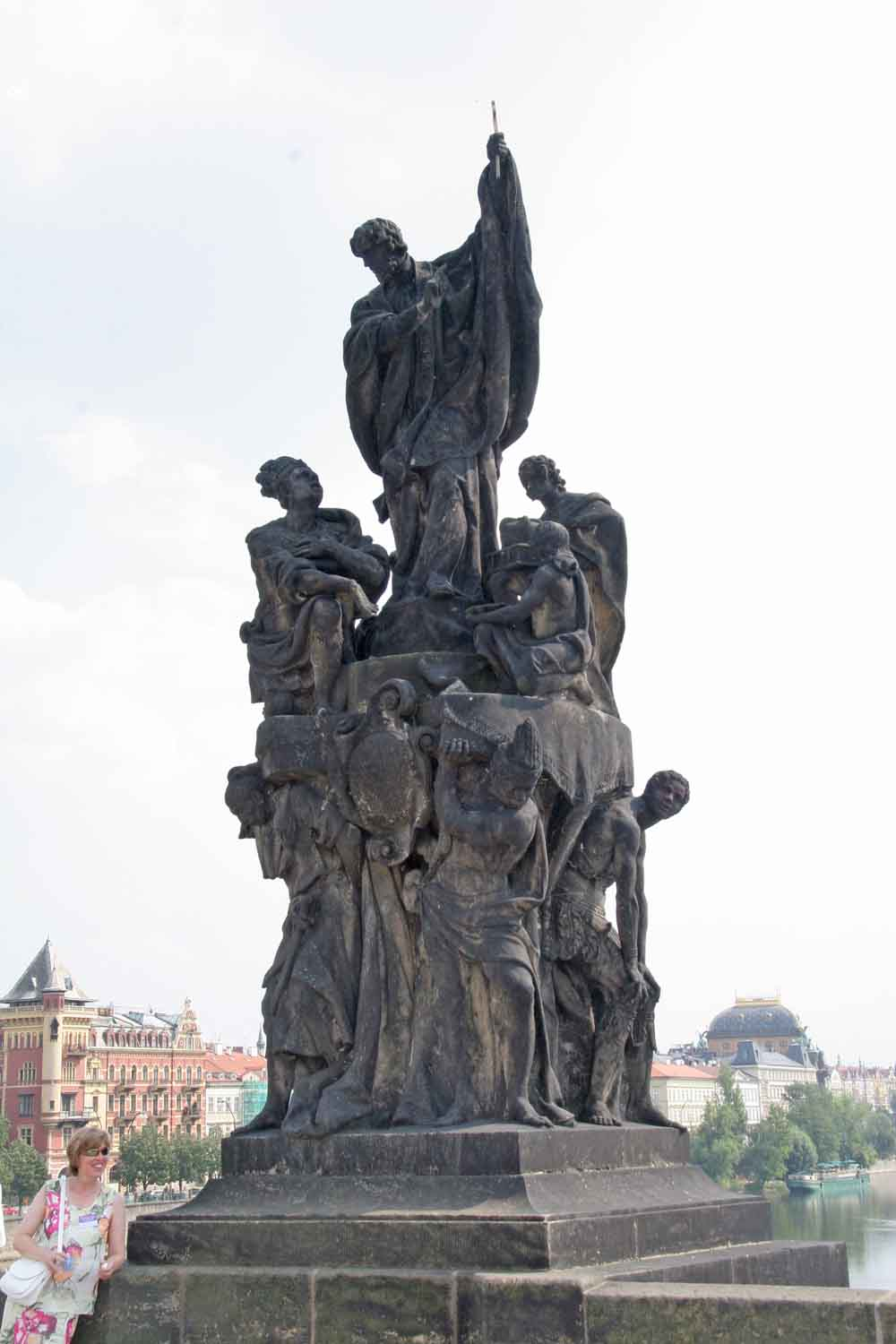
Podul Carol, Sf. Francis Xavier
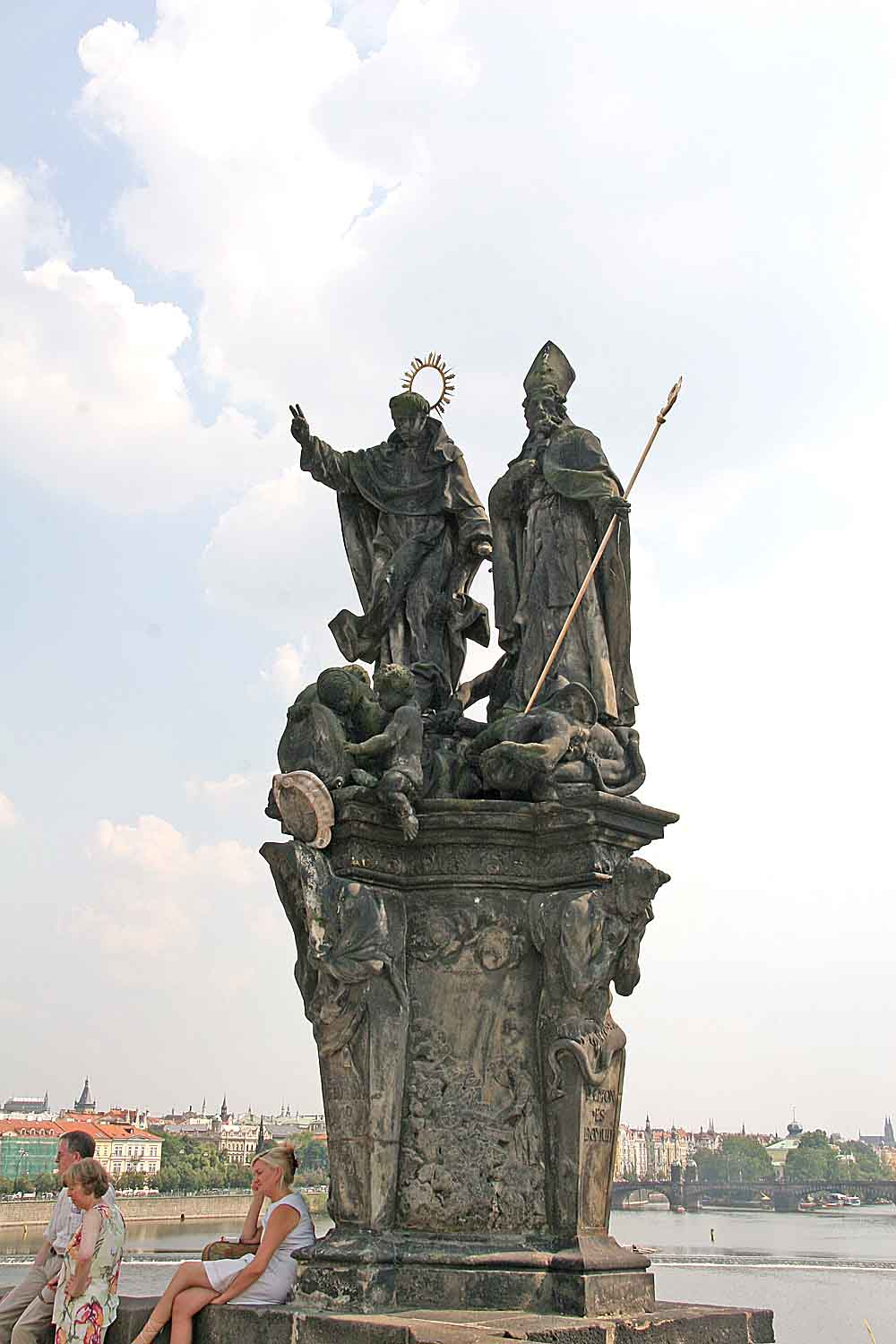
Podul Carol, Sf. Vincent & Prokop
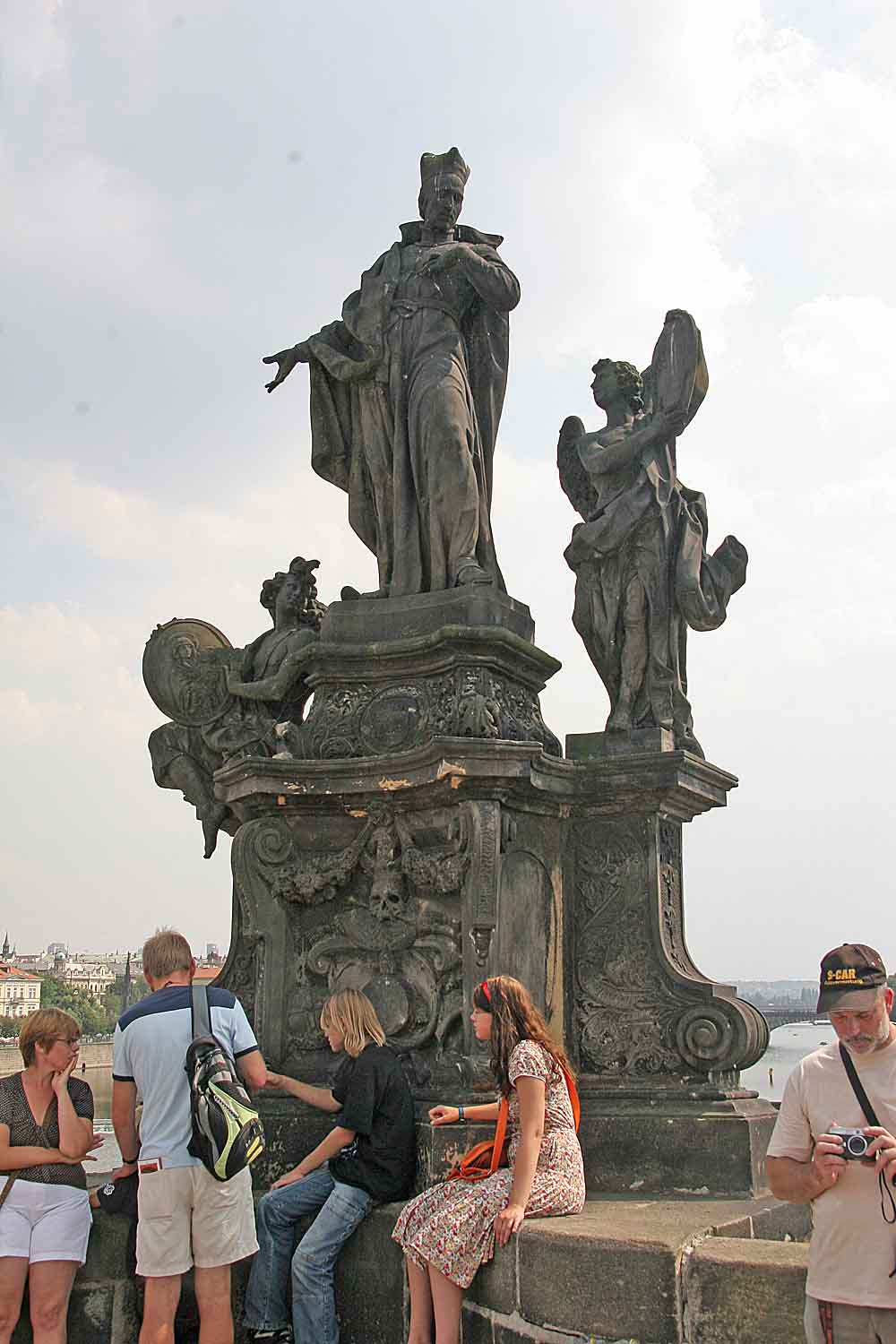
Podul Carol, Sf. Francis Borgia
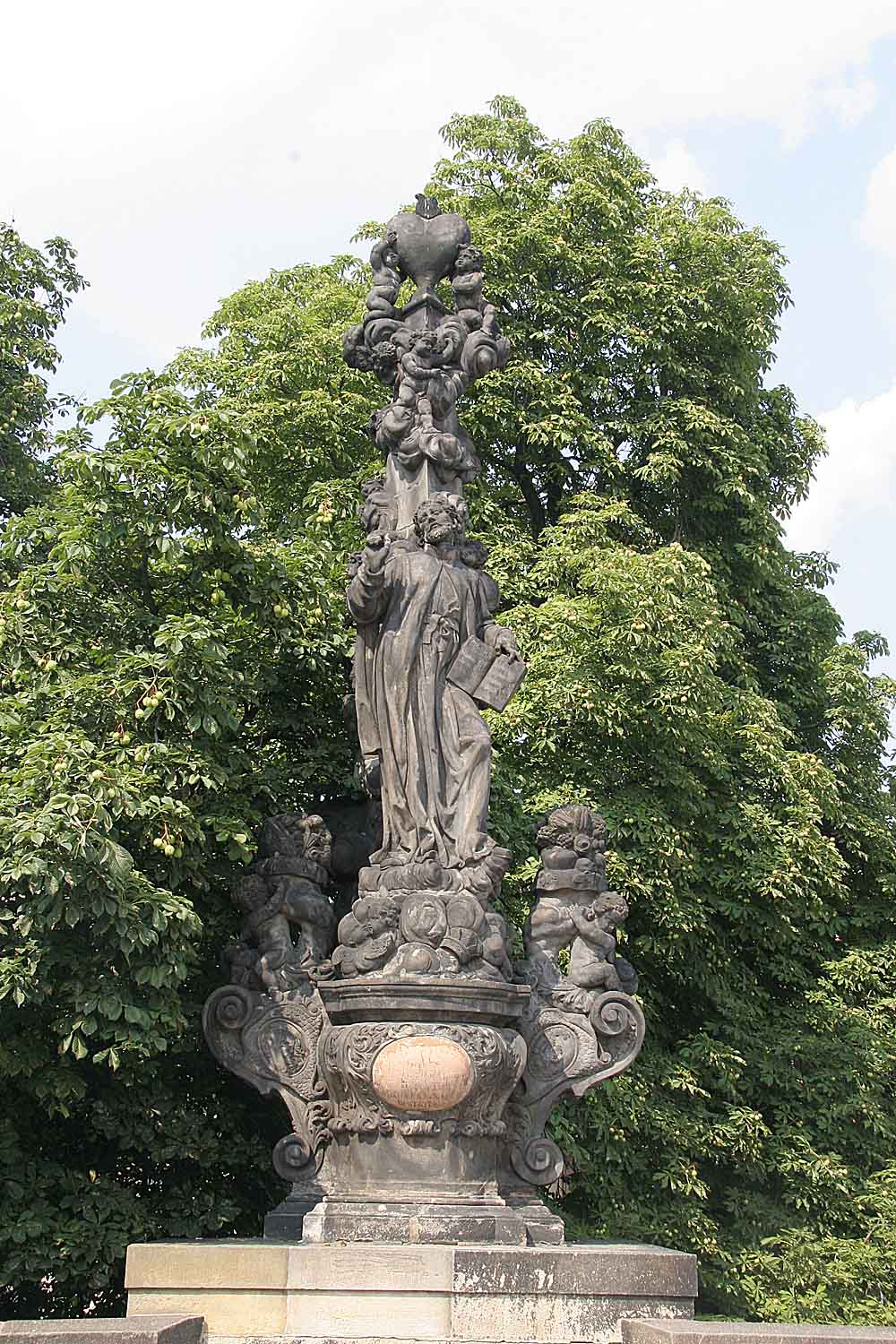
Podul Carol, St Caetan
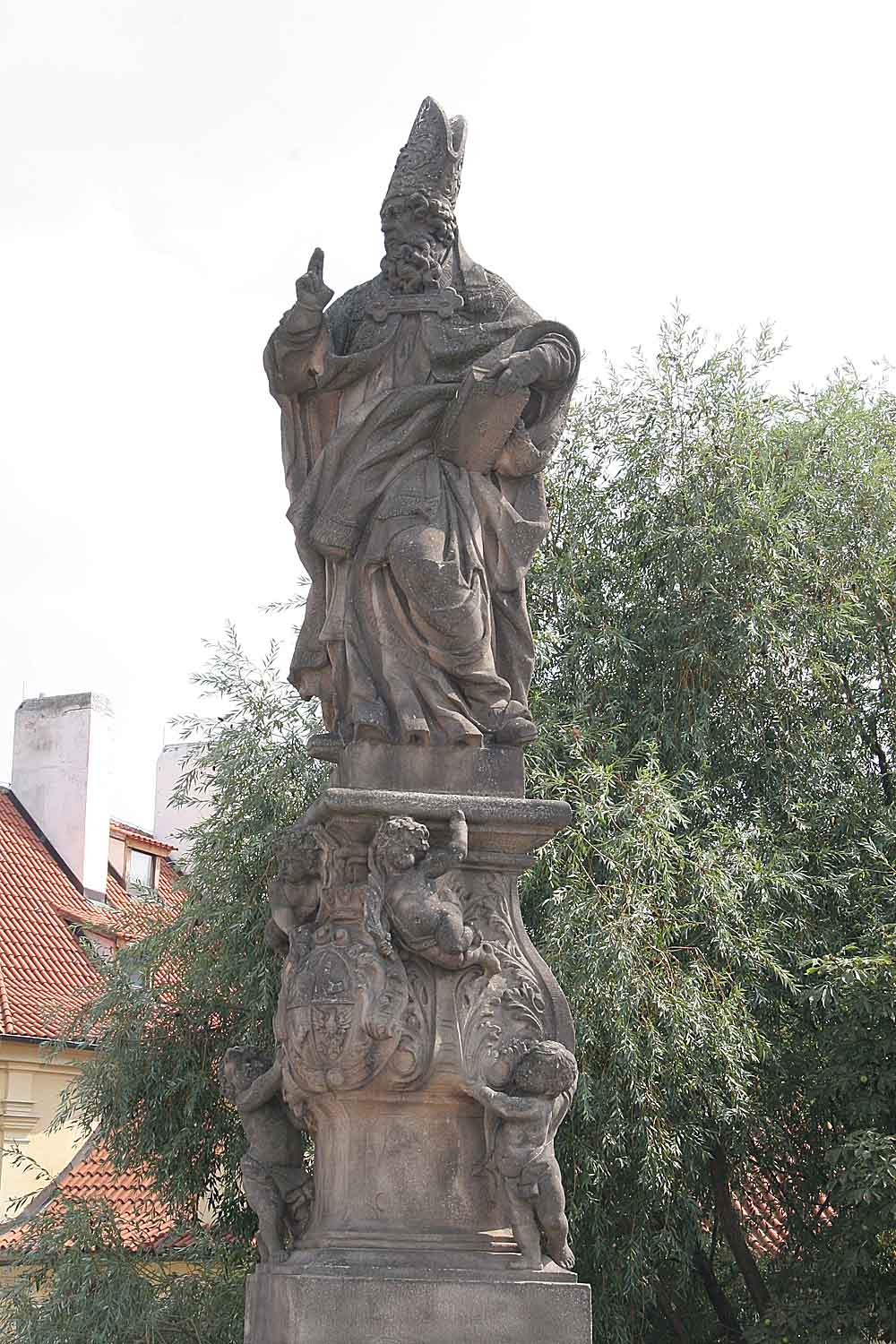
Podul Carol St Albert
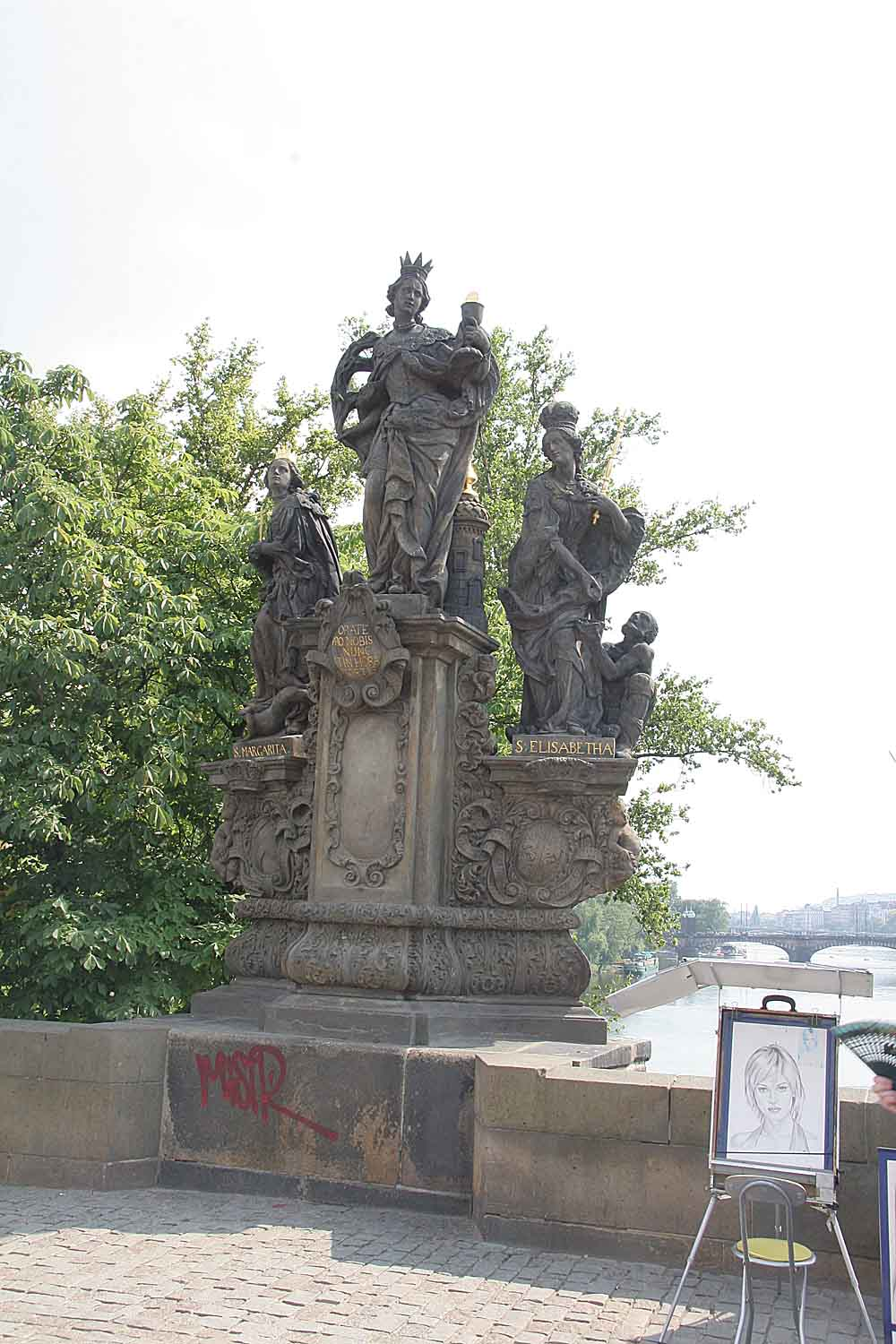
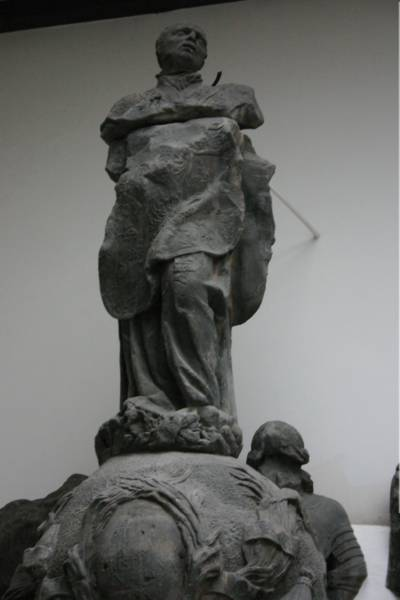
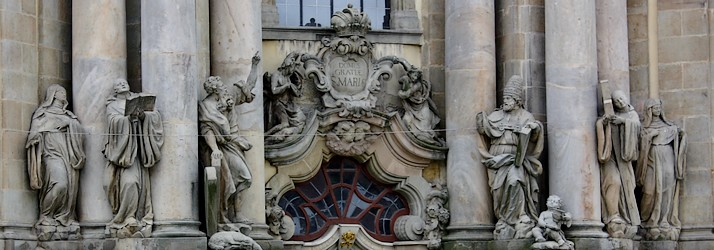
Krzeszow